# Cânon Romano

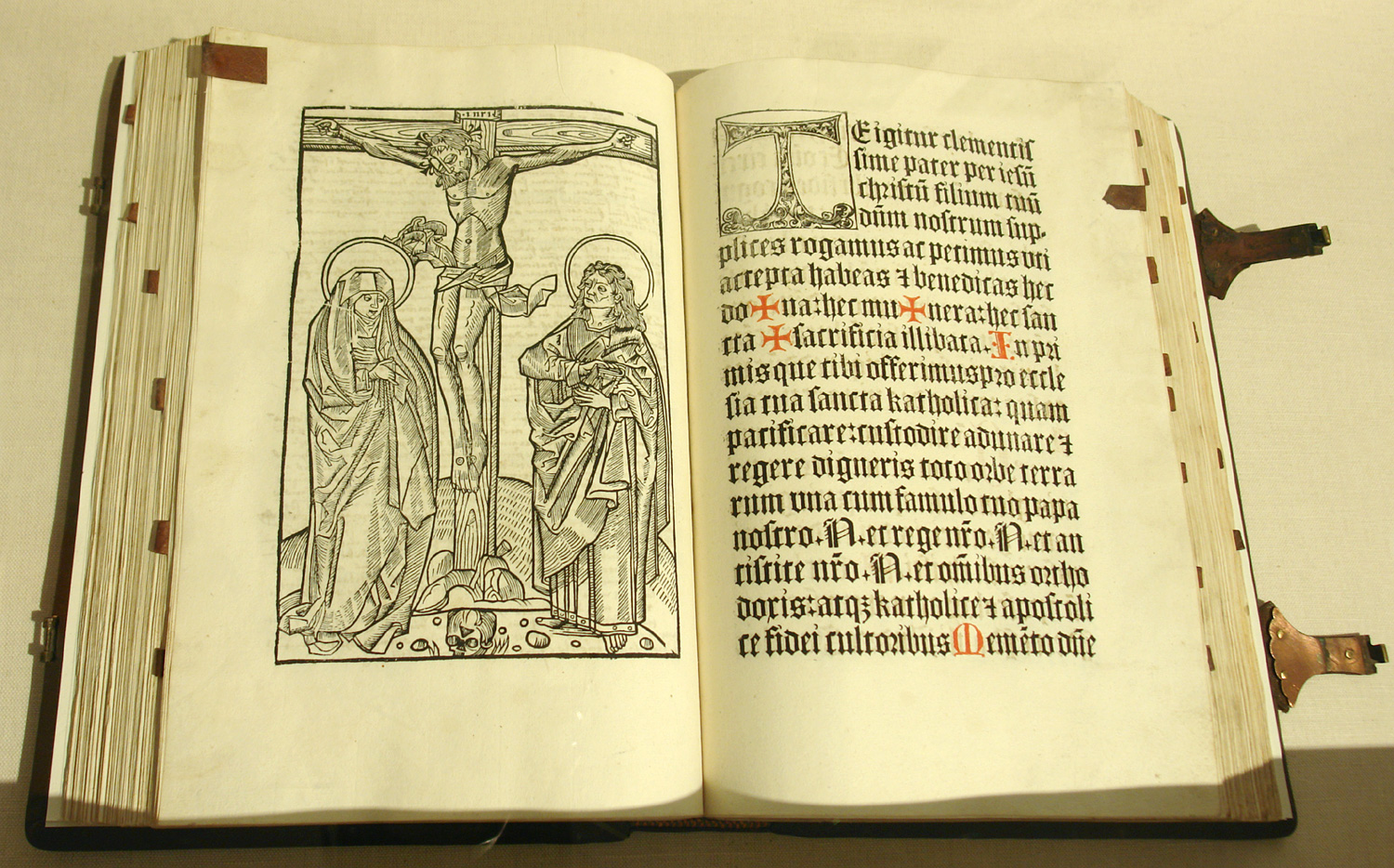
Um Missal Romano aberto na página com o texto e as rubricas da primeira oração do Cânon Romano, o Te Igitur. Missal impresso por Renatus Beck, Estrasburgo, em 1511. Museu de Bremen, Alemanha.

O Texto e rubricas do Cânon Romano referem-se às orações, normas e instruções do Missal Romano para a sua primeira anáfora, chamada oficialmente de Oração Eucarística I, também referida como o Cânon Romano ou o Cânon da Missa. Antes da revisão de 1970 do Missal Romano, a missa teve apenas essa Oração Eucarística; desde a revisão, algumas mudanças mínimas no texto foram feitas, embora com maior proeminência nas rubricas. No Missal Anglicano, essa oração é chamada de "O Cânon da Missa Romana".
O texto e as rubricas do Cânon começam com a oração Te Igitur, até o Pater Noster; antes do Te Igitur, há ainda o diálogo introdutório, o Prefácio, e o Sanctus, partes que não foram alterados em 1970, exceto pela adição de novos prefácios. Na tradução do Missal Romano na forma ordinária, feita pela CNBB em 1970, foi incluído após cada oração do Cânon, feita pelo sacerdote, um responso dito pelo povo; essa prática, porém, só existe na Igreja do Brasil, e fora autorizada pela Santa Sé seguindo a doutrina litúrgica da Sacrosanctum Concillium, que faculta às Conferências Episcopais tais inovações. 

## Recitação inaudível do Cânon
Na Missa Tridentina, o sacerdote fala o Cânon de maneira inaudível, com apenas duas exceções: ele pronuncia a frase Nobis quoque peccatoribus com a voz um pouco audível, e diz ou canta em voz alta a frase final da doxologia: per omnia saecula saeculorum, de modo a permitir que o acólito-coroinha, ou o coro, saibam quando dizer ou cantar Amém. Este silêncio por parte do sacerdote está associado ao fato de que, na Missa Tridentina, o sacerdote diz todas as partes da Missa (exceto as respostas como Et cum spiritu tuo, e Amém), mesmo que o coro as cante também. Tornou-se habitual para o sacerdote dizer o "Sanctus" rapidamente, não esperando o coro terminar o canto, e continuar imediatamente, em voz baixa, o resto da Cânon.
Razões místicas eram atribuídas às orações silenciosas do Cânon, puramente sacerdotais, pertencentes exclusivamente e apenas ao sacerdote, com o silêncio crescente sendo uma reverência ao momento mais sagrado da missa, e removendo a Consagração do uso vulgar comum.
Na Missa do Vaticano II, é proibido recitar o Cânon em silêncio, sendo considerado parte de sua natureza ser dito de forma audível, bem como recomenda o canto de suas partes. A Instrução Geral do Missal Romano, n. 147, afirma: "É muito conveniente que o sacerdote cante as partes da Oração Eucarística para os quais a notação musical é fornecida".

## Te Igitur
Na Missa Tridentina, o padre começa a oração levantando um pouco as mãos, juntando-as, olhando rapidamente para o céu, e depois se curvando profundamente diante do altar e colocando as mãos sobre ele. Ele então diz: "Te Igitur, clementissime Pater, por Iesum Christum Dominum nostrum Filium tuum, supplices rogamus, ac petimus" ("A vós, Pai clementíssimo, por Jesus Cristo vosso Filho e Senhor nosso, humildemente rogamos e pedimos"). Em seguida, ele beija o altar, junta as mãos diante de seu peito e continua: "Uti accepta habeas et benedicas" ("aceiteis e abençoeis"). Em seguida, ele faz o sinal da cruz três vezes sobre a hóstia e o cálice, enquanto diz: "haec  dona, haec  munera, haec sancta  sacrificia illibata" (estes  dons, estas  dádivas, este  santo sacríficio ilibado.).
Na Missa do Vaticano II, o sacerdote apenas abre os braços e ao dizer "benedicas" faz um só sinal da cruz (o único em todo o curso do Cânon) sobre a hóstia e o cálice.
Na Missa Tridentina, o sacerdote, ao abrir os braços, adota uma variação da postura de oração (a postura "Orantes") representada em pinturas das catacumbas: o Ritus servandus in celebratione Missae, V, 1, prescreve manter as mãos diante de seu peito, nem acima nem mais largo que os ombros, com os dedos polegar e indicador unidos e as palmas voltadas uma para a outra. No Missal Romano, tal como revisto em 1970, ele não é obrigado a manter as mãos diante de seu peito e pode adotar a verdadeira postura "Orantes".

## In primis- Oração da Igreja
O sacerdote então com os braços abertos continua:
| in primis, quae tibi offerimus pro Ecclesia tua sancta catholica: quam pacificare, custodire, adunare, et regere digneris toto orbe terrarum: una cum famulo tuo Papa nostro N. et Antistite nostro N. et omnibus orthodoxis atque catholicae et apostolicae fidei cultoribus. | Em primeiro lugar, nós Vo-los oferecemos, pela vossa santa Igreja católica, à qual vos dignai conceder a paz, proteger, conservar na unidade e governar, através do mundo inteiro, e também pelo vosso servo o nosso Papa..., pelo nosso Bispo..., e por todos os (bispos) ortodoxos, aos quais incumbe a guarda da fé católica e apostólica. |

A expressão "juntamente com" (una cum), ligada ao verbo "offerimus", indica que o sacerdote está oferecendo a Missa em união com o Papa e o Bispo, não por eles. Variações passadas desta oração incluíam a menção ao governante civil (imperador ou rei), que o Papa Pio V removeu em sua revisão de 1570 do Missal, mas que continuou em uso no Sacro Império Romano até 1806 e depois no Império da Áustria até 1918. A oração também incluía, ao mesmo tempo, uma menção especial ao próprio sacerdote, embora não citasse seu nome.
O "Ritus servandus in celebratione Missae" do Missal tridentino dizia que, na oração pelo Papa, o sacerdote abaixasse a cabeça ao falar o nome do Papa. O Missal, revisto em 1970, requer tal gesto só "quando as três Pessoas Divinas são nomeadas em conjunto e com os nomes de Jesus, da Virgem Maria, e do Santo em cuja honra se celebra missa ("Instrução Geral ", 275).

## PrimeiroMemento- Memória dos vivos
| Memento, Domine, famulorum, famularumque tuarum N. et N. et omnium circumstantium, quorum tibi fides cognita est, et nota devotio, pro quibus tibi offerimus: vel qui tibi offerunt hoc sacrificium laudis, pro se, suisque omnibus: pro redemptione animarum suarum, pro spe salutis et incolumitatis suae: tibique reddunt vota sua aeterno Deo, vivo et vero. | Lembrai-vos, Senhor, de vossos servos e servas N. e N., e de todos os que aqui estão presentes, cuja fé e devoção conheceis, e pelos quais vos oferecemos, ou eles vos oferecem, este sacrifício de louvor, por si e por todos os seus, pela redenção de suas almas, pela esperança de sua salvação e de sua conservação, e consagram suas dádivas a vós, o Deus eterno, vivo e verdadeiro. |

"O sacrifício de louvor" é uma frase tirada do Livro dos Salmos 49/50, 23. A palavra "salus" pode se referir tanto à saúde do corpo, como à salvação espiritual.
No ponto em que são mencionados os nomes daqueles pelos quais o padre deve, o sacerdote junta as mãos e, por eles, reza breve e silenciosamente.
Em uma missa concelebrada, essa oração e a seguinte são ditas individualmente pelos concelebrantes.

## Communicantes: Memória dos Santos
No Missal Tridentino, a oração seguinte é precedida pela rubrica "Infra Actionem" (Dentro da Ação), que foi originalmente uma indicação para esta oração, colocada então entre outras orações para certas festas, que ela estava a ser inserida no Cânon. As festas em que essas variações são usadas ainda são o Natal, Epifania, Páscoa, Ascensão e Pentecostes, e durante toda as suas Oitavas. Desde 1970, só o Natal e a Páscoa têm oitavas.
| Communicantes, et memoriam venerantes, in primis gloriosae semper Virginis Mariae, Genetricis Dei et Domini nostri Iesu Christi: sed et beati Ioseph, eiusdem Virginis Sponsi, et beatorum Apostolorum ac Martyrum tuorum, Petri et Pauli, Andreae, (Iacobi, Ioannis, Thomae, Iacobi, Philippi, Bartholomaei, Matthaei, Simonis et Thaddaei: Lini, Cleti, Clementis, Xysti, Cornelii, Cypriani, Laurentii, Chrysogoni, Ioannis et Pauli, Cosmae et Damiani) et omnium Sanctorum tuorum; quorum meritis precibusque concedas, ut in omnibus protectionis tuae muniamur auxilio. (Per Christum Dominum nostrum. Amen.) | Unidos na mesma comunhão, veneramos primeiramente a memória da gloriosa e sempre Virgem Maria, Mãe de Deus e Senhor Nosso Jesus Cristo, e também de S. José, o Esposo da mesma Virgem, e dos vossos bem-aventurados Apóstolos e Mártires: Pedro e Paulo, André, (Tiago, João e Tomé, Tiago, Filipe, Bartolomeu, Mateus, Simão e Tadeu, Lino, Cleto, Clemente, Sisto, Cornélio, Cipriano de Cartago, Lourenço, Crisógono, João e Paulo, Cosme e Damião,) e a de todos os vossos santos. Por seus méritos e preces, concedei-nos, sejamos sempre fortalecidos com o socorro de vossa proteção. (Por Cristo, Senhor Nosso. Amém.) |

Em sua revisão do Missal, o Papa Pio V removeu alguns nomes de santos e outras cláusulas que foram incluídas tardiamente, apesar de alguns casos sobreviveverem localmente. As palavras beati Joseph, eiusdem Virginis Sponsi foram adicionados pelo Papa João XXIII, profundamente devoto de São José. Desde 1970, as partes entre parênteses podem ser omitidas.

## Hanc Igitur
Esta oração, como a precedente, tem variações em muitas poucas celebrações. Tais ocasiões eram originalmente muito mais numerosas: o Sacramentário gelasiano tem como 38 formas especiais a serem intercaladas para todos os tipos de intenções especiais, incluindo missas de Réquiem e de Casamento.
O texto usual é:
| Hanc igitur oblationem servitutis nostrae, sed et cunctae familiae tuae, quaesumus, Domine, ut placatus accipias: diesque nostros in tua pace disponas, atque ab aeterna damnatione nos eripi, et in electorum tuorum iubeas grege numerari. (Per Christum Dominum nostrum. Amen.) | Por isso, vos rogamos, Senhor, aceiteis favoravelmente a homenagem de servidão que nós e toda a vossa Igreja vos prestamos, firmai os nossos dias em vossa paz, arrancai-nos da condenação eterna, e colocai-nos entre os vossos eleitos. (Por Jesus Cristo, Senhor Nosso. Amém.) |

A conclusão entre parênteses pode ser omitida, porém as rubricas continuam a exigir que o sacerdote junte as mãos aos pontos em todo o Cânon nos quais ele pode dizer o omitir Per Christum Dominum nostrum e que abra os braços novamente no início da seguinte oração.
Em uma missa concelebrada, a oração é dita só pelo celebrante principal.
No Missal Tridentino, o sacerdote estende as mãos sobre as oferendas durante esta oração. No Missal do Vaticano II, é durante a próxima parte do Cânon que o padre, juntamente com quaisquer sacerdotes concelebrantes, realiza este gesto, como na epiclese pré-Consagração de outras Orações Eucarísticas.

## Quam oblationem: Epiclese pré-consagração
Segue-se a oração:
| Quam oblationem tu, Deus, in omnibus, quaesumus, benedictam, adscriptam, ratam, rationabilem, acceptabilemque facere digneris: ut nobis Corpus et Sanguis fiat dilectissimi Filii tui, Domini nostri Iesu Christi | Nós vos pedimos, ó Deus, que esta oblação seja por vós em tudo, abençoada, aprovada, ratificada, digna e aceitável a vossos olhos, afim de que se torne para nós o Corpo e o Sangue de Jesus Cristo, vosso diletíssimo Filho e Senhor Nosso.) |

O texto Tridentino insere cruzes assim: benedictam, adscriptam, ratam, rationabilem, acceptabilemque facere digneris: ut nobis Corpus et Sanguis; e o sacerdote faz o sinal sobre as ofertas em cada uma das palavras indicadas.
Na Missa do Vaticano II, a partir desta epiclese pré-consagração até a epiclese pós-consagração, as palavras são faladas ou cantadas por todos os concelebrantes juntos.
Embora esta oração não mencione explicitamente o Espírito Santo, trata-se de uma epiclese, na qual, o Espírito Santo é invocado para efetuar a mudança do pão e do vinho no Corpo e Sangue de Cristo. Assim, a edição 1970 do Missal Romano dirige o sacerdote para estender as mãos sobre as oferendas enquanto a recita. Na forma tridentina da Missa, o sacerdote diz a oração com as mãos juntas, com exceção ao fazer os cinco sinais da cruz prescrito dessa forma do rito.

## Consagração

### Qui pridie: Consagração do pão
Em seguida, vem a primeira parte do relato da Última Ceia:
| Qui pridie quam pateretur, accepit panem in sanctas ac venerabiles manus suas,et elevatis oculis in cælum ad te Deum Patrem suum omnipotentem, tibi gratias agens, benedixit, fregit, deditque discipulis suis, dicens: Accipite, et manducate ex hoc omnes. Hoc est enim Corpus meum. | Ele, na véspera de sua paixão, tomou o pão em suas santas e veneráveis mãos, e elevando os olhos ao céu para vós, ó Deus, seu Pai onipotente, dando-vos graças, benzeu-o, partiu-o e deu-o a seus discípulos, dizendo: Tomai e comei dele, todos. Isto é o Meu Corpo. |

Esta oração admite um acréscimo no ano: na Quinta-Feira Santa a oração começa assim: "No dia anterior ele estava sofrendo para a nossa salvação e a salvação de todos, que é hoje ...", etc.
O sacerdote se inclina ligeiramente ao falar as palavras de Jesus. As rubricas tridentinas dizem também que o sacerdote deve olhar para a Cruz ou para o Céu quando diz as palavras que retratam essa ação de Jesus e abaixar a cabeça com as palavras tibi gratias agens, e fazer o sinal da cruz com a palavra benedixit.
Então ele mostra a hóstia consagrada para o povo, depositando-o na patena (forma do Vaticano II) ou no corporal (forma tridentina), e se ajoelha em adoração.

### Simili modo: Consagração do vinho

#### Missa do Vaticano II
| Simili modo postquam cenatum est, accipiens et hunc præclarum Calicem in sanctas ac venerabiles manus suas: item tibi gratias agens, benedixit, deditque discipulis suis, dicens: Accipite, et bibite ex eo omnes. Hic est enim Calix Sanguinis mei, novi et æterni testamenti, qui pro vobis et pro multis effundetur in remissionem peccatorum. Hoc facite in meam commemorationem. | De igual modo, depois de haver ceado, tomando também este precioso cálice em suas santas e veneráveis mãos, e novamente dando-vos graças, benzeu-o e deu-o a seus discípulos, dizendo: Tomai e bebei dele todos. Este é o Cálice do meu Sangue, do novo e eterno Testamento, que será derramado por vós e por muitos para remissão dos pecados. Fazei isto em memória de mim. |

#### Missa Tridentina
| Simili modo postquam cenatum est, accipiens et hunc præclarum calicem in sanctas ac venerabiles manus suas: item tibi gratias agens, benedixit, deditque discipulis suis, dicens: Accipite, et bibite ex eo omnes. Hic est enim Calix Sanguinis mei, novi et æterni testamenti: mysterium fidei: qui pro vobis et pro multis effundetur in remissionem peccatorum. Hæc quotiescumque fecérit, in mei memóriam faciétis. | De igual modo, depois de haver ceado, tomando também este precioso cálice em suas santas e veneráveis mãos, e novamente dando-vos graças, benzeu-o e deu-o a seus discípulos, dizendo: Tomai e bebei dele todos. Este é o Cálice do meu Sangue, do novo e eterno Testamento: mistério de fé: que será derramado por vós e por muitos para remissão dos pecados.» Todas as vezes que isto fizerdes, fazei-o em memória de mim. |

As palavras mysterium fidei (o mistério da fé) são presentes apenas no texto tridentino. No mesmo texto a frase Hæc quotiescumque fecérit, in mei memóriam faciétis é uma fusão das palavras de Jesus com as de São Paulo em I Coríntios 11:26. A frase correspondente no texto do Vaticano II, Hoc facite in meam commemorationem foram ditas por Jesus na Última Ceia (Lucas 22:19; I Coríntios 11:24–25). 
As otras palavras da consagração do vinho vêm principalmente de Mateus 26:16; calix Sanguinis mei provém de Lucas e I Coríntios; pro vobis vêm de Lucas, e "pro multis" de Mateus. A frase et aeterni provém da tradição oral.

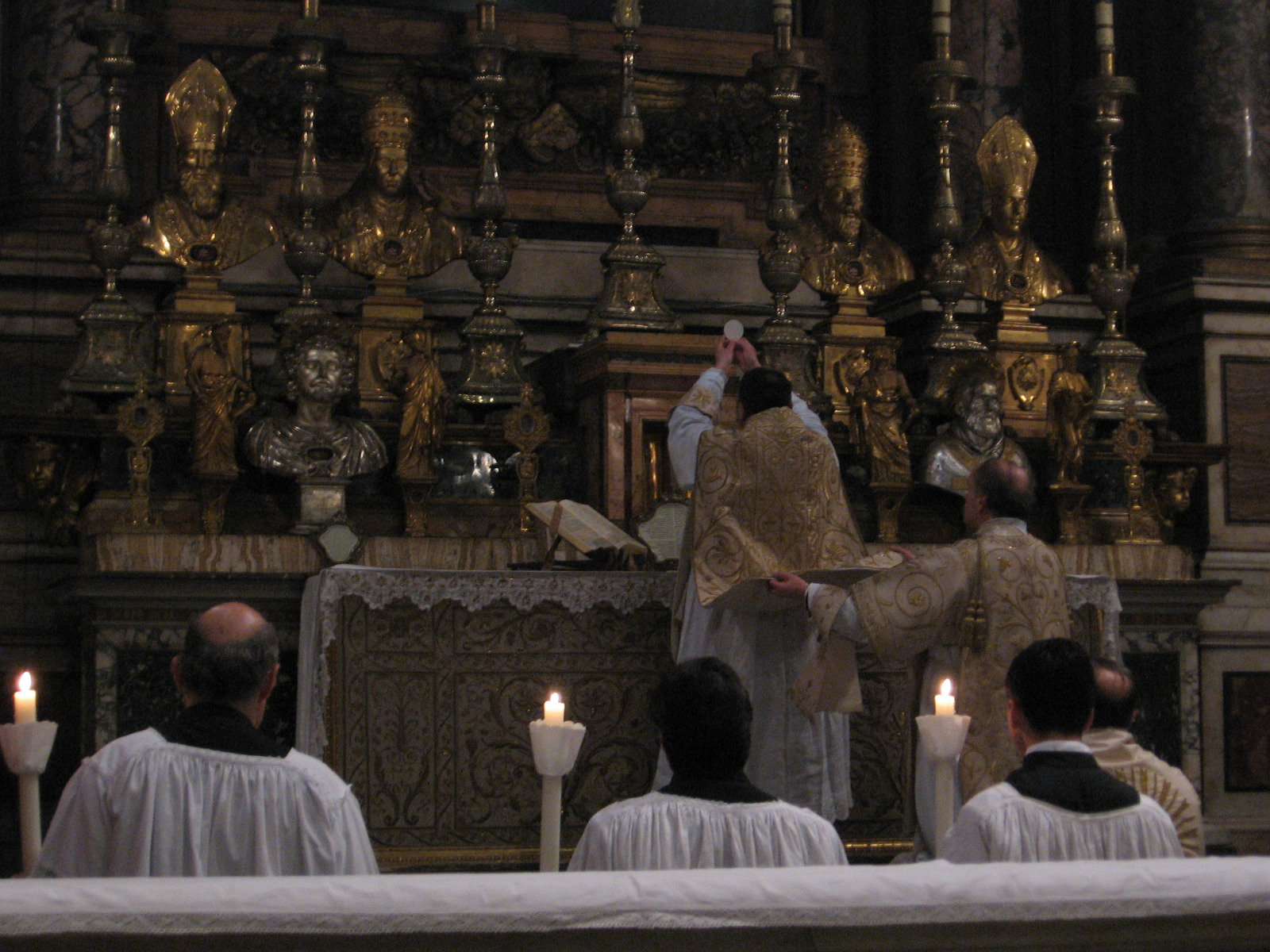
Após a Consagração do pão, o sacerdote mostra a hóstia, para adoração dos fiéis.

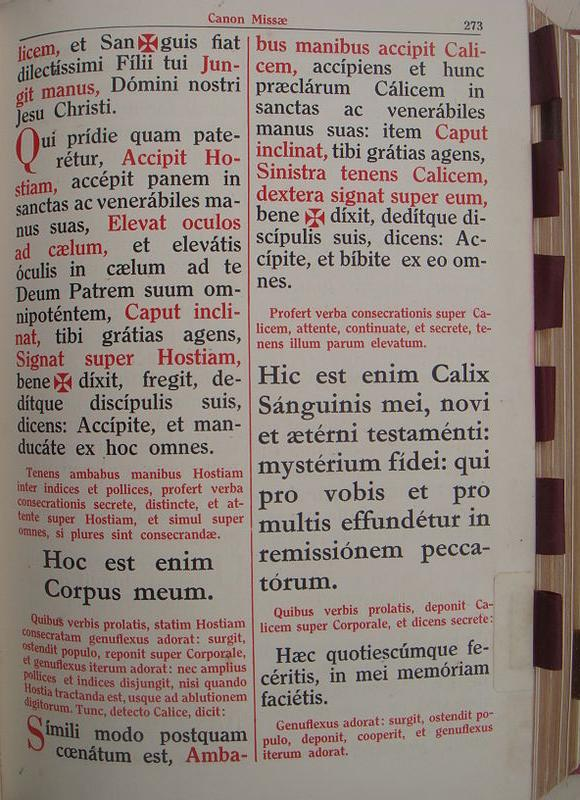
A página de um Missal Romano editado pelo Papa Pio XII em 1956, com o texto e as rubricas da Consagração.

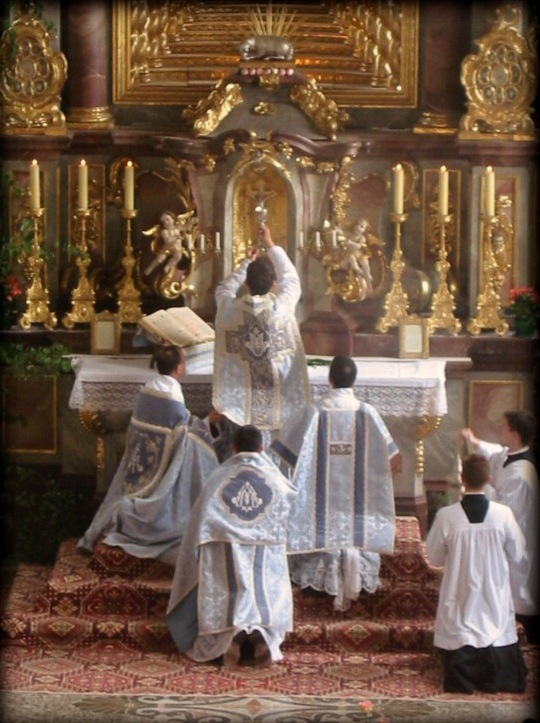
O sacerdote eleva o cálice, para adoração dos fiéis, após a Consagração do vinho.

### Rubricas
Tanto antes como depois de 1970, as rubricas do Missal ordenam que o sacerdote, após a Consagração do Pão e depois a do Vinho, "mostrá-la/lo para o povo" (em latim, "ostendit populo"). Se a assembleia está atrás do sacerdote, por este adotar a posição ad orientem, a maneira tradicional de mostrar a hóstia consagrada e o vinho consagrado é, elevando cada um acima do nível da cabeça do sacerdote.
Na forma tridentina da missa o padre deve se ajoelhar tanto antes, como depois, de mostrar o hóstia e o cálice para o povo, na forma ordinária, ele se ajoelha somente depois da elevação.
A Instrução Geral, n. 150 orienta: "Um pouco antes da consagração, quando apropriado, um servidor toca um sino como um sinal para os fiéis de acordo com o costume local, o servidor também toca a campainha como o sacerdote mostra o hóstia e depois o cálice." O Missal tridentino não menciona o primeiro toque, mas, desde 1604, afirma que o sino deve ser tocado ou três vezes ou continuamente enquanto a hóstia e o cálice estão sendo mostrados (Ritus servandus in celebratione Missae, VIII, 6).

### Aclamação memorial do povo
Na Missa do Vaticano II, as palavras mysterium fidei, inseridas antes na fórmula de consagração do vinho, são usadas depois da consagração como meio de começar a aclamação memorial do povo, ausente na forma tridentina.
Oferece-se três formas de aclamação memorial do povo, as duas primeiras dos quais foram retiradas de I Coríntios 11:26. A primeira e a terceira fazem referência explícita a da ressurreição de Cristo, que é apenas implícita na segunda:
- Mortem tuam annuntiamus, Domine, et tuam resurrectionem confitemur, donec venias (Nós proclamamos, Senhor, Vossa morte, e anunciamos Vossa ressurreição, até que venhas).
- Quotiescumque manducamus panem hunc et calicem bibimus, mortem tuam annuntiamus, Domine, donec venias (Quando comemos este pão e bebemos deste cálice, anunciamos, Senhor a Vossa morte, até que venhas).
- Salvator mundi, salva nos, qui per crucem et resurrectionem tuam liberasti nos (Salva-nos, Salvador do mundo, que por sua Cruz e Ressurreição nos tornastes livres).

## Fórmula da oblação

### Unde et memores- Anamnese
Nas Orações Eucarísticas de todas as liturgias, as palavras da instituição do sacramento, concluindo com "Fazei isto em memória de mim", são seguidas por uma solene oração lembrando da morte e ressurreição de Cristo, chamade de anamnese. A anamnese, em seguida, se torna em uma oração de oferta e oblação. O texto no Cânon é:
| Unde et memores, Domine, nos servi tui sed et plebs tua sancta, eiusdem Christi Filii tui Domini nostri tam beatæ Passionis, nec non et ab inferis Resurrectionis, sed et in cælos gloriosæ Ascensionis: offerimus præclaræ maiestati tuæ de tuis donis ac datis, hostiam puram, hostiam sanctam, hostiam immaculatam, Panem sanctum vitæ æternæ, et Calicem salutis perpetuæ. | Por esta razão, Senhor, nós, vossos servos, com o vosso povo santo, lembrando-nos da bem-aventurada Paixão do mesmo Cristo, vosso Filho e Senhor Nosso, assim como de sua Ressurreição, saindo vitorioso do sepulcro, e de sua gloriação Ascensão aos céus, oferecemos à vossa augusta Majestade, de vossos dons e dádivas, a Hóstia pura, a Hóstia santa, a Hóstia imaculada, o Pão santo da vida eterna, e o Cálice da salvação perpétua. |

Na forma tridentina desta oração o sacerdote faz cinco sinais da cruz sobre o pão e o vinho consagrados (hostiam  puram, hostiam  sanctam, hostiam  immaculatam, Panem  sanctum vitæ æternæ, et Calicem  salutis perpetuæ), os primeiros de um total de quinze a ser feitos após a consagração. Todos os quinze foram omitidos após o Conc

### Supra quae
O Cânon continua com uma oração pedindo a Deus que aceite o sacrifício da Igreja, como ele aceitou o sacrifício das três maiores personagens do Antigo Testamento. Em outras palavras, ele pede que a devoção da Igreja possa ser como a deles. O texto é: 
| Supra quae propitio ac sereno vultu respicere digneris: et accepta habere, sicuti accepta habere dignatus es munera pueri tui iusti Abel, et sacrificium Patriarchae nostri Abrahae, et quod tibi obtulit summus sacerdos tuus Melchisedech, sanctum sacrificium, immaculatam hostiam. | Sobre estes dons, vos pedimos digneis lançar um olhar favorável, e recebê-los benignamente, assim como recebeste as ofertas do justo Abel, vosso servo, o sacrifício de Abraão, pai de nossa fé, e o que vos ofereceu vosso sumo sacerdote Melquisedeque, Sacrifício santo, Hóstia imaculada. |

### Supplices te rogamus: Epiclese pós-consagração
| Supplices te rogamus, omnipotens Deus, jube hæc perferri per manus sancti Angeli tui in sublime altare tuum, in conspectu divinæ maiestatis tuæ: ut quoquot ex hac altaris partecipatione sacrosanctum Filii tui Corpus, et Sanguinem sumpserimus, omni benedictione cælesti et gratia repleamur. (Per Christum Dominum nostrum. Amen.) | Suplicantes vos rogamos, ó Deus onipotente, que, pelas mãos de vosso santo Anjo, mandeis levar estas ofertas ao vosso Altar sublime, à presença de vossa divina Majestade, para que, todos os que, participando deste altar, recebermos o sacrossanto Corpo, e Sangue de vosso Filho, sejamos repletos de toda a bênção celeste e da Graça. (Por Cristo, Nosso Senhor. Amém.) |

O sacerdote se curva ao dizer esta oração e fica ereto ao fazer o sinal da cruz sobre si mesmo ao dizer a frase final, "et gratia repleamur. Na forma tridentina, o sacerdote coloca suas mãos juntas à beira do altar ao se curvar, beija o altar com as palavras hac altaris participatione, e faz um sinal da cruz sobre nas palavras Corpus e sobre o cálice com o vinho consagrado na palavra Sanguinem .

## Mementodos mortos
| Memento etiam, Domine, famulorum famularumque tuarum N. et N., qui nos praecesserunt cum signo fidei et dormiunt in somno pacis. Ipsis, Domine, et omnibus in Christo quiescentibus, locum refrigerii, lucis et pacis, ut indulgeas, deprecamur. (Per Christum Dominum nostrum. Amen.)) | Lembrai-vos, também, Senhor, de vossos servos e servas (NN. e NN.), que nos precederam, marcados com o sinal da fé, e agora descansam no sono da paz. A estes, Senhor, e a todos os mais que repousam em Jesus Cristo, nós vos pedimos, concedei o lugar do descanso, da luz e da paz. (Por Cristo Senhor nosso. Amen). |

As rubricas dizem que após as palavras "dormiunt in somno pacis" (descansem no sono da paz), o sacerdote une as mãos e reza brevemente e silenciosamente por eles.
O Missal tridentino tem no final desta oração uma rubrica sem outras semelhantes no resto do livro: a cláusula final, "Per Christum eundem Dominum nostrum Amen.", que é obrigatória nessa forma da Missa, o sacerdote deve inclinar sua cabeça, embora a cláusula não contenha o nome de Jesus. A única explicação proposta é de caráter místico: após a oração pelos mortos o sacerdote inclina sua cabeça, como fez Cristo quando morreu.
Em uma missa concelebrada, esta oração e os seguintes são ditas por concelebrantes individualmente.

## SegundoMementodos vivos
| Nobis quoque peccatoribus, famulis tuis, de multitudine miserationum tuarum sperantibus, partem aliquam, et societatem donare digneris, tuis sanctis Apostolis et Martyribus: cum Joanne, Stephano, Matthia, Barnaba, (Ignatio, Alexandro, Marcellino, Petro, Felicitate, Perpetua, Agatha, Lucia, Agnete, Cæcilia, Anastasia,) et omnibus Sanctis tuis: intra quorum nos consortium non æstimator meriti, sed veniæ, quæsumus, largitor admitte. Per Christum Dominum nostrum. | Também a nós, pecadores, vossos servos, que esperamos na vossa infinita misericórdia, dignai-vos conceder um lugar na comunidade de vossos santos Apóstolos e Mártires: João, Estêvão, Matias, Barnabé, (Inácio, Alexandre, Marcelino, Pedro, Felicidade, Perpétua, Águeda, Luzia, Inês, Cecília, Anastácia,) e com todos os vossos Santos. Unidos a eles pedimos, vos digneis receber-nos, não conforme nossos méritos mas segundo a vossa misericórdia. Por Cristo Nosso Senhor. |

Assim como no Communicantes, as partes entre parênteses podem ser omitidas na Missa do Vaticano II.
Os santos deste segundo memento pelos vivos são chefiadas por João Batista, que está acompanhado por sete homens e sete mulheres santas, todos eles mártires.
As palavras de abertura, Nobis quoque peccatoribus, são as únicos do Cânon, além do Per omnia saecula saeculorum, que conclui o Cânon, que, na forma tridentina do Missal Romano, são faladas em voz alta depois do Sanctus. Elas devem, porém, ser ditas em voz muito baixa, uma vez que a rubrica diz que o sacerdote deve "levantar a voz um pouco".
Nessas mesmas palavras, tanto antes como depois de 1970, o padre bate no peito, como fazem todos os sacerdotes, se a Missa é concelebrada.

## Per quem
O "Per Christum Dominum nostrum" no final do Segundo Memento dos vivos não é seguido pelo habitual "Amém". O que vem em seguida, é uma oração curta (reservada para o celebrante principal, em uma missa concelebrada):
| Per quem hæc omnia Domine, semper bona creas, sanctificas, vivificas, benedicis, et præstas nobis. | Por Ele, ó Senhor, sempre criais, santificais, vivificais, abençoais, e nos concedeis todos estes bens. |

Na Missa Tridentina o sacerdote faz sinais da cruz às palavras sanctificas, vivificas, benedicis
Não está claro o que é referido pela frase "nos concedeis todos estes bens". Uma teoria é que ela se refere aos frutos da terra e alimentos preparados para serem abençoados nesse ponto do Cânon, que é quando o bispo abençoa o óleo dos enfermos com uma fórmula especial na Missa do Crisma na Quinta-feira Santa.

## Per ipsum- Doxologia com elevação
A última oração do Cânon é a doxologia:
| Per ipsum, et cum ipso, et in ipso, est tibi Deo Patri omnipotenti, in unitate Spiritus Sancti, omnis honor et gloria per omnia saecula saeculorum. | Por Ele, com Ele e Nele, a Vós, Deus Pai onipotente, na unidade do Espírito Santo, toda a honra e toda a glória por todos os séculos dos séculos. |

No Missal tridentino o sacerdote descobre o cálice, se ajoelha, toma a hóstia entre o polegar e o dedo indicador direitos e, segurando o cálice na mão esquerda, faz o sinal da cruz três vezes na boca do cálice, ao dizer silenciosamente: Per  ipsum, et cum  ipso, et in  ipso, ele então, faz o sinal da cruz duas vezes no espaço entre ele e o cálice, dizendo: est tibi Deo Patri  omnipotenti, in unitate  Spiritus Sancti; em seguida, ele eleva o cálice, ao dizer: omnis honor et gloria e, finalmente, ele pousa a hóstia sobre o corporal, cobre o cálice com a pala, se ajoelha, se levanta e diz ou canta em voz alta: Per omnia saecula saeculorum.
Na Missa do Vatican II, o sacerdote pronuncia em voz alta (eventualmente cantando) toda a doxologia, e com o diácono, se houver, eleva a patena com a hóstia consagrada e o cálice contendo o vinho consagrado.
A resposta do povo é Amen (Amém).